# Вернон (Ер)
Верно́н (фр. Vernon) — місто та муніципалітет у Франції, у регіоні Нормандія, департамент Ер. Населення — 24 543 особи (01.01.2021).
Муніципалітет розташований на відстані близько 70 км на північний захід від Парижа, 50 км на південний схід від Руана, 26 км на схід від Евре.

## Історія
До 2015 року муніципалітет перебував у складі регіону Верхня Нормандія. Від 1 січня 2016 року належить до нового об'єднаного регіону Нормандія.

## Демографія
Динаміка населення (base Cassini de l'EHESS pour les nombres retenus jusqu'en 1962, base Insee à partir de 1968 (population sans doubles comptes puis population municipale à partir de 2006) ·  ):
Розподіл населення за віком та статтю (2006):
| Стать | Всього | До 15 років | 15-24 | 25-44 | 45-64 | 65-85 | Понад 85 |
| --- | ------ | ----------- | ----- | ----- | ----- | ----- | -------- |
| Чоловіки | 11 629 | 2690        | 1630  | 3319  | 2643  | 1181  | 166      |
| Жінки | 12 385 | 2485        | 1557  | 3307  | 2795  | 1872  | 369      |
| \| Статево-вікова піраміда \| Статево-вікова піраміда \| Статево-вікова піраміда \| \| ----------------------- \| ----------------------- \| ----------------------- \| \| Чоловіки \| Вік \| Жінки \| \| 166 \| 85 + \| 369 \| \| 230 \| 80-84 \| 443 \| \| 263 \| 75-79 \| 458 \| \| 330 \| 70-74 \| 495 \| \| 358 \| 65-69 \| 476 \| \| 515 \| 60-64 \| 522 \| \| 651 \| 55-59 \| 636 \| \| 768 \| 50-54 \| 798 \| \| 709 \| 45-49 \| 839 \| \| 820 \| 40-44 \| 892 \| \| 788 \| 35-39 \| 826 \| \| 867 \| 30-34 \| 779 \| \| 844 \| 25-29 \| 810 \| \| 761 \| 20-24 \| 813 \| \| 869 \| 15-20 \| 744 \| \| 911 \| 10-14 \| 770 \| \| 865 \| 5-9 \| 839 \| \| 914 \| 0-4 \| 876 \| |        |             |       |       |       |       |          |
| Статево-вікова піраміда |        |             |       |       |       |       |          |
| Чоловіки | Вік    | Жінки       |       |       |       |       |          |
| 166 | 85 +   | 369         |       |       |       |       |          |
| 230 | 80-84  | 443         |       |       |       |       |          |
| 263 | 75-79  | 458         |       |       |       |       |          |
| 330 | 70-74  | 495         |       |       |       |       |          |
| 358 | 65-69  | 476         |       |       |       |       |          |
| 515 | 60-64  | 522         |       |       |       |       |          |
| 651 | 55-59  | 636         |       |       |       |       |          |
| 768 | 50-54  | 798         |       |       |       |       |          |
| 709 | 45-49  | 839         |       |       |       |       |          |
| 820 | 40-44  | 892         |       |       |       |       |          |
| 788 | 35-39  | 826         |       |       |       |       |          |
| 867 | 30-34  | 779         |       |       |       |       |          |
| 844 | 25-29  | 810         |       |       |       |       |          |
| 761 | 20-24  | 813         |       |       |       |       |          |
| 869 | 15-20  | 744         |       |       |       |       |          |
| 911 | 10-14  | 770         |       |       |       |       |          |
| 865 | 5-9    | 839         |       |       |       |       |          |
| 914 | 0-4    | 876         |       |       |       |       |          |

## Економіка
2010 року серед 16 098 осіб працездатного віку (15—64 років) 11 499 були активними, 4599 — неактивними (показник активності 71,4%, у 1999 році було 71,5%). З 11 499 активних мешканців працювали 9662 особи (5175 чоловіків та 4487 жінок), безробітними було 1837 (919 чоловіків та 918 жінок). Серед 4599 неактивних 1606 осіб було учнями чи студентами, 1258 — пенсіонерами, 1735 були неактивними з інших причин.

У 2010 році в муніципалітеті числилось 10115 оподаткованих домогосподарств, у яких проживали 24307,5 особи, медіана доходів виносила 17 392 євро на одного особоспоживача

## Відомі особистості
В поселенні народився:
- Адольф-Луї-Еміль Біта (1826-1888) — французький журналіст і науковець.